# IK Oddevold
Der Idrottsklubben Oddevold ist ein schwedischer Fußballverein aus Uddevalla. Die Fußballmannschaft spielte eine Spielzeit in der Allsvenskan.

## Geschichte

### Anfangsjahre und Aufstieg in die zweite Liga
IK Oddevold wurde am 3. Juli 1932 gegründet. Als Anfang der 1950er Jahre der Reeder Gustaf Thordén das Präsidentenamt übernahm und sich in den folgenden Jahren als Mäzen für den Klub betätigte, ging es mit dem Klub bergauf. 1953 wurde erstmals die drittklassige Division 3 erreicht, wo auf Anhieb in der Staffel Västra Götaland der dritte Platz belegt wurde. Es dauerte jedoch bis 1956, ehe die Mannschaft in die zweite Liga aufstieg.
In der zweiten Liga etablierte sich IK Oddevold zunächst im hinteren Mittelfeld. Langsam spielte sich der Klub in die Spitzengruppe der Liga. 1960 wurde die Mannschaft Vizemeister hinter IF Elfsborg, hatte jedoch 13 Punkte Rückstand. Jedoch konnte sie die Erfolge nicht bestätigen und 1963 musste der Klub als Vorletzter wieder in die dritte Liga absteigen. 

### Pendeln zwischen den Ligen
In der dritten Liga fand sich IK Oddevold im Abstiegskampf wieder, konnte sich aber retten. Ein Jahr später nahm die Mannschaft wieder am Aufstiegsrennen teil, wurde aber hinter Skogens IF nur Vizemeister. Erneut folgte ein Einbruch und 1965 stürzte die Mannschaft als Vorletzter in die Viertklassigkeit ab. Nach dem direkten Wiederaufstieg etablierte sich der Verein wieder in der dritten Liga.
1972 wurde IK Oddevold Staffelsieger und qualifizierte sich für die Aufstiegsrunde zur zweiten Liga. Dort belegte die Mannschaft ohne Sieg und mit nur einem Punkt hinter IFK Kristianstad, Västra Frölunda IF und Helsingborgs IF den letzten Platz und verpasste somit die Rückkehr in die zweite Liga. Wieder folgte ein Einbruch, als Tabellenzehnter stieg der Klub in der Folgespielzeit in die Division 4 ab.
Dieses Mal benötigte IK Oddevold drei Jahre, ehe der Klub 1976 den Wiederaufstieg perfekt machte. 1978 stieg die Mannschaft erneut ab, trotz eines positiven Torverhältnisses hatte der punktgleiche Konkurrent Grebbestads IF bei gleicher Anzahl an Gegentoren ein Tor mehr erzielt. Nach dem direkten Wiederaufstieg spielte sich der Verein direkt in die Spitzengruppe der Liga. Als Vizemeister hatte der Klub einen Punkt Rückstand auf Västra Frölunda IF. Ein Jahr später war man erfolgreicher: Als Staffelsieger qualifizierte sich IK Oddevold für die Aufstiegsspiele. In der ersten Runde setzte sich die Mannschaft mit einem 2:0-Sieg und einem 1:1-Unentschieden gegen Järla IF durch. Nachdem in der zweiten Runde Lunds BK mit einem 1:0-Erfolg und einem 0:0-Unentschieden bezwungen wurde, kehrte IK Oddevold in die zweite Liga zurück.
In der zweiten Liga belegte IK Oddevold nur den vorletzten Platz und musste in der Relegation antreten. Dort scheiterte die Mannschaft nach einem 1:1-Unentschieden auf eigenem Platz mit einer 0:1-Auswärtsniederlage an Gammelstads IF und stieg direkt wieder in die dritte Liga ab. Als Vizemeister hinter GAIS verpasste sie den direkten Wiederaufstieg. Ein Jahr später scheiterte die Mannschaft als Meister an den Aufstiegsspielen an Tyresö FF. Nachdem die Mannschaft als Vizemeister erneut gescheitert war, konnte 1986 nach einem 2:0-Sieg und einem 2:2-Unentschieden gegen Gullringens GoIF die Rückkehr in die zweite Liga perfekt gemacht werden. 

### Stippvisite in der ersten Liga

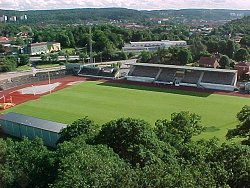
Das Stadion Rimnersvallen ist Austragungsort der Heimspiele des Klubs

IK Oddevold etablierte sich zunächst im Mittelfeld der zweiten Liga. 1995 wurde die Mannschaft unter Trainer Torbjörn Nilsson Staffelsieger der Division 1 Södra und schaffte damit den Aufstieg in die Allsvenskan. Stefan Vennberg schoss beim 3:0-Auftaktsieg gegen Trelleborgs FF das erste Tor in der ersten Liga für den Verein.  Trotz vier weiterer Siege stand am Ende der Spielzeit der direkte Wiederabstieg aus der schwedischen Eliteserie fest.

### Absturz in den Amateurbereich
In der zweiten Liga schaffte IK Oddevold insgesamt nur vier Saisonsiege. Damit stieg die Mannschaft als Tabellenletzter ab und wurde in die dritte Liga durchgereicht. Nach zwei Jahren in der Drittklassigkeit stürzte sie sogar in die vierte Liga ab. Dort konnte sich der Verein zwar für die Aufstiegsspiele qualifizieren, scheitere jedoch an IFK Värnamo. Ein Jahr später beendete IF Heimer die Hoffnungen auf eine Rückkehr. 2003 gelang als Meister der Staffel Nordvästra Götaland der Wiederaufstieg. 2005 wurde die Mannschaft Opfer einer Ligareform, als die dritte Liga auf zwei Staffeln reduziert wurde. Wegen des schlechteren Torverhältnisses gegenüber dem Konkurrenten Torslanda IK wurde die Qualifikation zur neuen dritten Liga verpasst und der Klub kam in die viertklassige Division 2 Västra Götaland. Dort gelang 2008 der Staffelsieg und somit der Aufstieg in die Division 1 Södra. Gemeinsam mit Motala AIF und Lindome GIF belegte die Mannschaft einen Abstiegsplatz, kehrte aber als erneuter Staffelsieger direkt wieder zurück.

## Trainer
- József Nagy (1952–1954)
- Gunnar Gren (1976)
- Torbjörn Nilsson (1994–1996)
- Nanne Bergstrand (1997)

## Spieler
- Dick Last (19??–1986) Jugend, (1986, 1989–1990) Spieler,
- Magnus Kihlstedt (1991–1996)